# Grubengelände Nordfeld Jaucha
Koordinaten: 51° 8′ 11″ N, 12° 6′ 31″ O
Das Grubengelände Nordfeld Jaucha ist ein Naturschutzgebiet in Sachsen-Anhalt.

## Beschreibung
Das 23,20 Hektar große Naturschutzgebiet mit der Nr. NSG 0134 liegt 1 km südlich von Jaucha, einem Ortsteil der Stadt Hohenmölsen im Burgenlandkreis, auf einer Höhe von 180 bis 198 m ü. NN und etwa 9 km nördlich von Zeitz.
Schutzziel ist es, eine reich strukturierte Bergbaufolgelandschaft mit ihren zahlreichen gefährdeten Pflanzenarten zu erhalten. Dazu gehören insbesondere die reichen Orchideenvorkommen.
Die umfangreiche Fauna weist 40 Brutvogelarten, 18 Libellenarten, 17 Säugetierarten, 16 Schneckenarten, 7 Amphibienarten und eine Kriechtierart auf.